# Belladère
Belladère este o comună din arondismentul Lascahobas, departamentul Centre, Haiti, cu o suprafață de 296,65 km2 și o populație de 78.765 locuitori (2009).